# Jon Schaffer
Pour les articles homonymes, voir Schaffer.
Jon Ryan Schaffer est un guitariste et compositeur américain de heavy metal, né le 15 mars 1968 à Franklin, dans l'Indiana.
Il est le créateur du groupe de heavy metal Iced Earth.

## Biographie

### Carrière musicale
À l'âge de 14 ans, Jon reçoit sa première guitare et commence à composer. À l'âge de 16 ans, il abandonne l'école et quitte le domicile familial pour aller à Tampa, en Floride.
 
En 1985, Schaffer fonde le groupe de power/thrash Purgatory, qui est très vite renommé Iced Earth. Il est aujourd'hui le dernier représentant de la formation d'origine, mais surtout le seul musicien présent sur tous les albums du groupe. Il est également le principal compositeur du groupe, pour lequel il a écrit lui-même la plupart des paroles et des musiques.

Schaffer prend aussi parfois le rôle de chanteur, par exemple sur le titre "Stormrider" de l'album Night of the Stormrider ou encore sur "God of Thunder", reprise de KISS sur l'album Tribute to the Gods.
Sur scène, il assure aussi les chœurs, notamment sur le morceau "Desert Rain".
Schaffer a aussi enregistré et tourné avec Demons & Wizards, son projet parallèle avec le chanteur de Blind Guardian, Hansi Kürsch.
Fin 2009, Schaffer a réalisé son side project, Sons Of Liberty, avec l'album BRush - Fires Of The Mind, Un projet basé sur un message, dans lequel Jon joue toutes les guitares et chante. On peut commander l'album en haute-qualité ou le télécharger gratuitement sur la page du projet.

## Vie personnelle
Jon Schaffer a souffert de plusieurs blessures au cou, certaines nécessitant des opérations chirurgicales, et qui le handicapent encore aujourd'hui.
En 2005, il a eu une fille avec sa femme, Wendi.
En janvier 2021, Jon Schaffer est recherché par la police du district de Columbia, après avoir été identifié sur des photos prises le 6 janvier lors de l'assaut du Capitole par les émeutiers soutenant Donald Trump. Le 18 janvier 2021, il se rend au FBI après la diffusion de son portrait sur lequel il portait un bonnet des Oath Keepers.

## Influences
Ses premières influences musicales sont Kiss, Iron Maiden, Judas Priest, Alice Cooper et AC/DC. Son album préféré est The Number of the Beast d'Iron Maiden.
Hormis la musique, c'est aussi un passionné de moto et surtout d'histoire, notamment l'histoire américaine. Cette passion se ressent dans les thèmes de ses chansons, par exemple dans l'album The Glorious Burden sorti en 2004 où il raconte, entre autres, des événements qui se sont déroulés lors de la Guerre de Sécession et explicite même en détail la chanson Gettysburg 1863 dans le livret de l'album.
Le fantastique, la science-fiction et les histoires d'horreur sont aussi des thèmes utilisés dans ses compositions (par exemple dans Horror Show sorti en 2001).

## Autres travaux
Outre ses travaux musicaux, Jon Schaffer possède un magasin de collection historique appelé "Spirit of '76 Collectibles" à Colombus, dans l'Indiana.

Il est aussi en train d'écrire une bande dessinée, dont un des personnages serait Set Abominae, qui figure déjà sur plusieurs pochettes d'album de Iced Earth.

## Discographie

### Demons & Wizards
- Demons & Wizards (2000)
- Touched by the Crimson King (2005)
- III (2020)

### Sons Of Liberty
- Brush - Fires Of The Mind (2009)